# Ножничный подъёмник

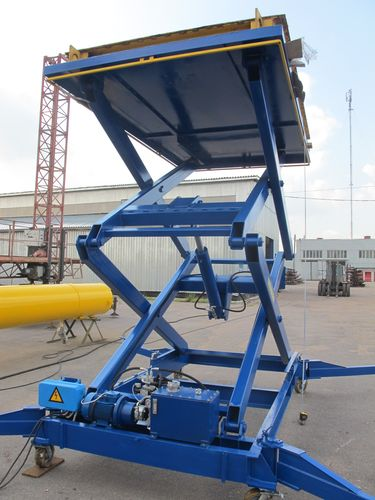
Внешний вид ножничного подъёмника

Ножничный подъёмник  — это подъёмник с  системой рычагов и гидравлических цилиндров, на которую опирается металлическая платформа, способная перемещаться в вертикальной плоскости.
Данные устройства для поднятия всевозможных грузов получили значительное распространение в силу целого ряда преимуществ:
- относительно небольших габаритных размеров;
- высокой надёжности;
- мобильности (выпускаются как стационарные, так и передвижные модификации гидравлических столов ножничного типа);[1]
- простоты использования, значительной экономии времени персонала.

## Типы ножничных подъёмников
В настоящее время существуют как стационарные ,так и самоходные ножничные подъёмники,а также несамоходные подъёмники с электро- или гидравлическим подъемом.

## Конструкция
Ножничный подъёмник имеет несложную конструкцию: в его состав входит упомянутая платформа с системой рычагов (так называемые «ножницы»), а также гидравлический привод, питание которого осуществляется от сети переменного тока. Электрогидравлический подъёмник позволяет осуществлять погрузку и выгрузку в любом направлении, допускает эксплуатацию в условиях ограничения высоты на верхнем уровне погрузочно-разгрузочных работ.
Рама безопасности, которой оснащается ножничный подъёмник, незамедлительно останавливает гидравлический привод при попадании посторонних предметов под платформу.
В производстве современных электрогидравлических подъёмников используются высококачественные компоненты; комплект поставки включает дополнительные приспособления, предназначенные для ограничения максимальной высоты подъема, обеспечения защиты двигателя и плавности остановки, регулировки скорости движения платформы, выполнения аварийного опускания.

## Установка
Установка гидравлического стола ножничного типа осуществляется на предварительно подготовленную площадку, фундамент строящегося дома либо в специальный приямок. По желанию заказчика ножничный подъёмник может оснащаться:
- кабиной с дверями или рольставнями;
- выкатной платформой;
- откидными бортами;
- сетчатым ограждением;
- поэтажной лифтовой системой управления;
- приборами световой индикации.

## Характеристики
Современной промышленностью выпускается множество модификаций электрогидравлических подъёмников. Каждая из них обладает набором следующих основных характеристик:
- грузоподъёмность (может достигать 10 т);
- максимальная высота подъёма платформы (до 25 м);
- время подъёма на максимальную высоту при максимальной нагрузке;
- мощность, потребляемая электродвигателем гидравлического привода;
- минимальное расстояние от верхней части подъёмника до пола;
- габариты платформы (длина — до 10 м, ширина — до 6 м);
- габариты выкатной платформы (длина и ширина — до 0,5 м);
- требования к фундаменту, на который устанавливается подъёмник;
- рекомендованная минимальная площадь установки;
- минимальная высота помещения;
- масса ножничного подъёмника;
- максимальный уклон.

Для самоходных дополнительно :
- максимальная скорость
- скорость движения с поднятой стрелой

## Применение
В наши дни гидравлические столы ножничного типа находят самое широкое применение. Отметим, что они могут быть использованы в условиях, где вертикальное перемещение грузов с помощью других механизмов невозможно, и применяются для подъёма как грузов, так и персонала, в следующих областях деятельности:
- строительные работы;
- машиностроение;
- обслуживание мостов, козловых и мостовых кранов;
- монтаж рекламных конструкций;
- внешняя и внутренняя отделка зданий;
- мобильные автомобильные парковочные накопители;
- Специальные автомобили для подъема на высоту груза и рабочего персонала: Ножничный подъёмник локомобиля;

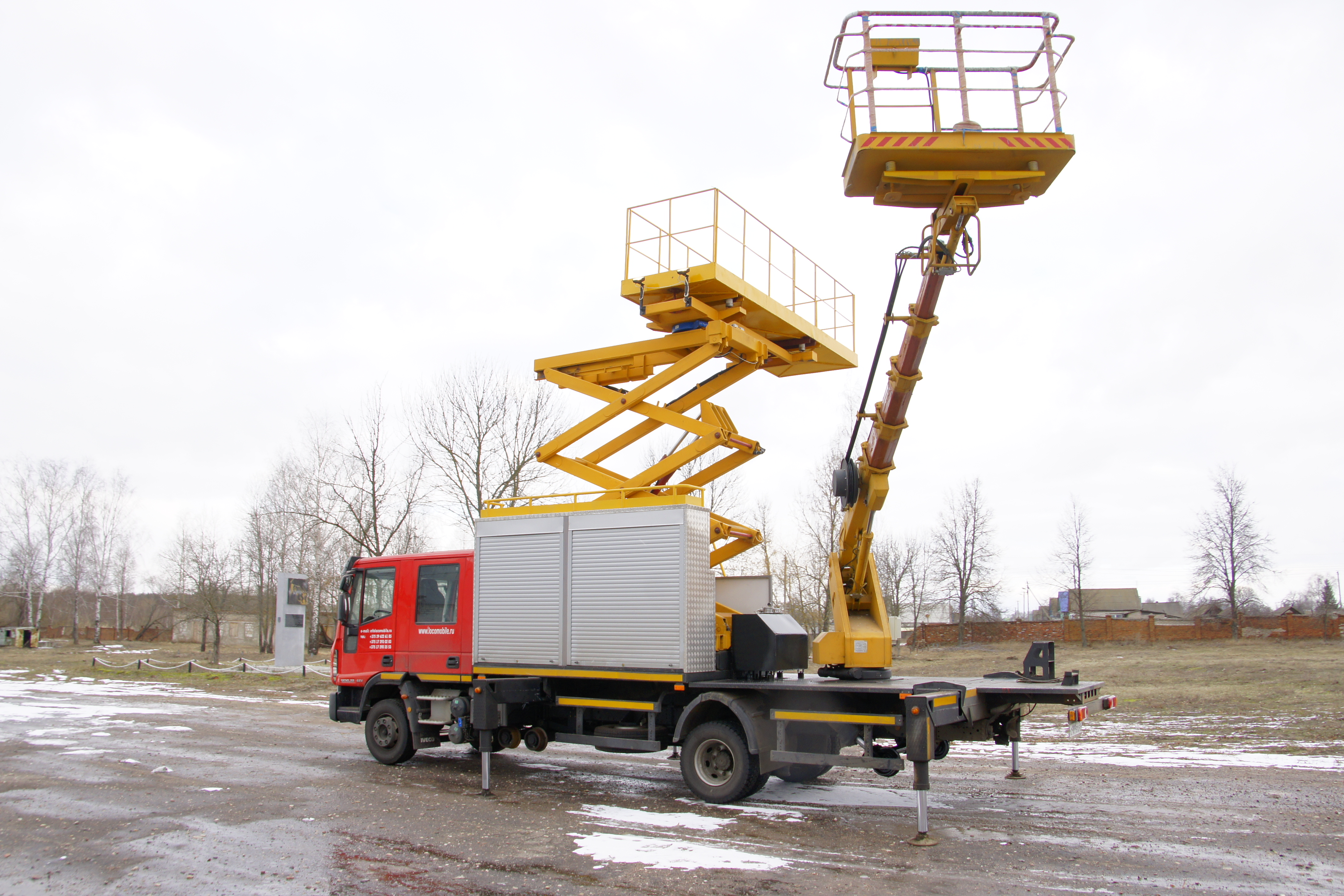
Ножничный подъёмник локомобиля

- многие другие отрасли промышленности.